# Centro Nacional de Investigación, Documentación e Información de Artes Plásticas
El Centro Nacional de Investigación, Documentación e Información de Artes Plásticas (CENIDIAP) es uno de los cuatro centros de investigación del Instituto Nacional de Bellas Artes y Literatura (INBAL). Realiza actividades de investigación académica sobre el arte plástico de México.
El CENIDIAP tiene como actividades la investigación, la documentación, la producción académica y la difusión en torno al patrimonio plástico de su país y de América Latina.

## Historia
El CENIDIAP tiene como antecedentes algunas dependencias del entonces Instituto Nacional de Bellas Artes —hoy INBAL—: el Centro de Información y Documentación de Artes Plásticas, fundado en 1974. Su impulsor sería Felipe Lacouture Fornelli, que en los años 70 tenía la jefatura de Artes Plásticas del instituto y la del Museo Nacional de San Carlos. Un punto de inflexión para la institucionalización de estas áreas académicas fue una gran exposición sobre David Alfaro Siqueiros en el Palacio de Bellas Artes en 1975 que, dadas sus dimensiones, requirió un equipo dedicado a la amplia investigación documental multidisciplinaria.
El Cenidiap se estableció en 1985, eligiendo el mes de septiembre para celebrar el aniversario de su fundación. Sus antecedentes se remontan a 1974, cuando se creó el Centro de Documentación Museográfica y de Obras de Arte, más tarde conocido como el Centro de Información y Documentación de Artes Plásticas (CIDAP), como respuesta a la necesidad de presentar exposiciones basadas en investigaciones y documentaciones de colecciones de obras de arte del INBAL y de particulares.
Dadas sus necesidades, en los años 80 la Unidad de Documentación fue ampliada a una sede independiente con sede en la calle de Nueva York de la colonia Nápoles. Posteriormente, al igual que otros centros de investigación del INBA, la unidad fue reagrupada en el Centro Nacional de Investigación, Documentación e Información de Artes Plásticas, contando con dos sedes, la establecida ya en la calle de Nueva York (Cenidiap Nueva York) enfocada en documentación e información, y una nueva sede al sur de la ciudad dedicada a la investigación en San Ángel (Cenidiap Altavista).
En 1977, se fundó el Centro de Investigación y Experimentación Plástica (CIEP), que pasó a ser parte de la Coordinación de Educación Artística del INBAL en 1978. En 1983, se estableció la Dirección de Investigación y Documentación de las Artes, a cargo de la Subdirección General de Educación e Investigación Artísticas (SGEIA), para agrupar los diversos centros de investigación que existían en el INBAL.
En 1984, el Taller Nacional de Tapiz (TNT) se convirtió en el Centro Nacional de Investigación y Documentación Textil (Cenidtex). Ese mismo año se creó el Centro de Conservación de Archivos de Arte Mexicano (CCAAM) para adquirir, preservar y difundir fondos documentales relacionados con el arte y la cultura del siglo XX.
La reorganización interna del sector educativo en 1985 llevó a la fusión del CIDAP, el CIEP, el Cenidtex y el CCAAM, creando así el Cenidiap actual. En 1989, fue asignado a la SGEIA del INBAL y en 1994 se trasladó a los pisos 9, 10 y 11 de la Torre de Investigación del Centro Nacional de las Artes (Cenart), donde actualmente tiene su sede.

## Acervos
El CENIDIAP alberga un estimado de 163 000 documentos. Su acervo se constituye por:

### Archivos
- Archivo histórico
- Archivo Diego Rivera
- Catálogo razonado de Francisco Toledo
- Fondo Documental Leopoldo Méndez
- Fondo Documental Francisco Goitia
- Fondo Documental Gabriel Fernández Ledesma
- Fondo Documental Roberto Montenegro Nervo
- Fondo Cerámica contemporánea en México
- Fondo Documental Arte actual 1990-2009
- Archivo Fotográfico Dirección de Literatura

### Fondos
- Fondo Mathias Goeritz
- Fondo Carlos Chávez – Documentos AGN
- Fondo Armando Torres Michúa I
- Fondo Carlos Mérida
- Fondo Fernando Leal
- Fondo Antonio Rodríguez
- Fondo Isabel Villaseñor
- Fondo Gilberto Bosques
- Fondo Carlos Mérida
- Fondo Diego Rivera
- Fondo Fuentes y Documentos del Arte en México / La Vanguardia

### Fondos microfilmados
- Fondo Antonio Rodríguez
- Fondo Gabriel Fernández Ledesma
- Fondo Fernando Leal-Audirac
- Fondo Biblioteca Manuel Gómez Morín
- Fondo Fernando Leal
- Fondo Juan Acha
- Fondo Jorge Juan Crespo de la Serna